# Leges Henrici Primi
El Leges Henrici Primi, también llamadas Leyes de Enrique I, es un tratado legal, escrito alrededor de 1115, que registra las costumbres legales de la  Inglaterra medieval en el reinado del rey  Enrique I. Aunque no es un documento oficial, fue escrito por alguien aparentemente asociado con la administración real. Enumera y explica las leyes e incluye explicaciones sobre cómo llevar a cabo procedimientos legales. Aunque su título implica que estas leyes fueron emitidas por el rey Enrique, enumera las leyes emitidas por monarcas anteriores que aún estaban vigentes en el reinado de Enrique; la única ley de Enrique que se incluye es la «carta de coronación» que emitió al comienzo de su reinado. Cubre una amplia gama de temas, incluidos casos eclesiásticos, traición, asesinato, robo, enfrentamientos, evaluación denegadas y las cantidades de multas judiciales.
La obra está dispuesta en seis manuscritos que abarcan desde alrededor del año 1200 hasta alrededor del 1330, pertenecientes a dos tradiciones diferentes de manuscritos. Además de los seis manuscritos supervivientes, otros tres fueron conocidos por los estudiosos en los siglos XVII y XVIII, pero no han sobrevivido hasta nuestros días. Otras dos copias separadas también pueden haber existido. El trabajo completo se imprimió por primera vez en 1644, pero una edición parcial anterior apareció en 1628. El Leges es el primer tratado legal en la historia de Inglaterra, y se le atribuye el mayor efecto sobre las opiniones de la ley inglesa antes del reinado del rey  Enrique II que cualquier otro trabajo de este tipo.

## Antecedentes y trabajos similares
El Leges Henrici Primi o Leyes de Enrique I no es simplemente una compilación de leyes sino un tratado legal integrado, el primero en la historia de Inglaterra, escrito en lengua latina alrededor de 1115. Registra las costumbres legales de la Inglaterra medieval. Fue parte de un pequeño grupo de escritos similares dedicados a procedimientos legales que fueron escritos para los administradores reales. Además de las Leges, otras obras de este tipo producidas en esta época fueron Quadripartitus, partes de Leges Edwardi Regis, Instituta Cnuti y Consiliatio Cnuti. Es posible que los Leges Willhelmi también fueran escrito durante este período de tiempo. Es el tratado legal más largo de su tiempo e hizo un esfuerzo por ser exhaustivo.

## Autoría y título
El Leges fue escrito entre los años 1114 y 1118 por un desconocido Norman, quien es muy probable que sea el autor de otro trabajo legal, el Quadripartitus, aunque algunos historiadores, incluyendo H.G. Richardson y G.O. Sayles, argumentan que las dos obras eran de diferentes autores. Las Leges probablemente formaron parte de un proyecto que incluía el Quadripartitus; las dos obras formaban parte de un trabajo planificado en cuatro volúmenes para cubrir no solo las leyes del tiempo del escritor sino también las leyes anteriores de los monarcas anglosajones, así cómo manejar casos legales. Como parte de ambas obras, el autor ha incluido la Carta de libertades, que era la carta de coronación del rey Enrique que prometía no seguir las políticas administrativas y legales de su predecesor, el rey  Guillermo II. Alrededor de un tercio del material en Leges también está en el Quadripartitus. Hay evidencia de que el autor de las dos obras había sido un miembro de la casa de Gerardo, que había sido canciller bajo los reyes  Guillermo I y Guillermo II antes de convertirse en arzobispo de York con Enrique I. El trabajo fue, probable, compuesto en Winchester.
Por lo general, el trabajo se ha conocido como Leges Henrici Primi, o «Leyes de Enrique el Primero». El nombre se le puso como consecuencia de que la inscripción «De libertate ecclesie et totius Anglie obseruanda leges Henrici primi» aparece en cinco de los seis manuscritos existentes. El sexto manuscrito agrega filii conquestoris al final de la inscripción. El historiador Felix Libermann llamó a la obra Leges Henrici, pero el título más completo de Leges Henrici Primi es el que generalmente se utiliza para ayudar a diferenciar a qué «Henry» se refiere.

## Contenido
El trabajo no es un código de ley emitido por el Rey Enrique I sino una compilación de legislación ya existente que todavía estaba vigente durante su reinado pero tampoco es una lista exhaustiva de todas las leyes vigentes a principios del siglo XI. Comienza con la «Carta de Libertades» de Enrique I, que emitió después de su coronación; este es el único documento legal real reproducido en Leges. Algunas discusiones de asuntos jurídicos siguen más adelante un largo tratamiento de cuestiones eclesiásticas. El resto del tratado se refiere a sujetos no eclesiásticos, incluidos los casos de lesiones, robos, asesinatos y peleas. Se incluyen temas de procedimiento, como la forma en que deben formarse las citaciones ante el tribunal, qué avisos deben hacerse antes de los procedimientos judiciales, cómo deben manejarse los aplazamientos y otras cuestiones similares. No existe un marco organizativo sólido para la totalidad de las Leges, lo que lleva al autor a repetir temas y tratar algunas asignaturas de manera poco adecuada.
El código legal reconocía la diferencia entre las «leyes de Danelaw», el antiguo Reino de Mercia y las tierras del Reino de Wessex. También estableció una lista de procedimientos legales que solo podían ser juzgados ante el rey o sus funcionarios cuyos casos se conocían como «súplicas reales» o «súplicas de la corona»; incluyeron crímenes graves como traición, asesinato, violación, robo, incendio premeditado y algunos tipos de robo. El tesoro oculto y el rescate de restos de naufragios también eran asuntos de interés para la corona. Otros casos reales involucraron los asuntos de falsificadores o falsa sentencia, o actos violentos contra el rey mismo o su familia y sirvientes. El rey también se reservó el derecho de escuchar apelaciones de otras cortes dirigidas por autoridades locales o por sus nobles. El tratado también establece quién debe asistir a la corte del condado y dictamina que el obispo local y el conde, así como el sheriff y los barones locales, entre otros, deben asistir.
El trabajo asume que el sistema legal real abordará algunos asuntos que más tarde fueron tratados por los tribunales eclesiásticos. Los clérigos no solo deben participar en la corte del condado sino que pueden ser citados para responder a los cargos en la corte. También regula los diversos tribunales que se establecieron y su jurisdicción.  Da por hecho que las leyes anglosajonas de Inglaterra todavía estaban vigentes. También aborda la administración de la ley forestal. Otra preocupación nueva en Leges era la ley que cubría la regulación legal en caminos y carreteras.
Otra área cubierta por el trabajo es la financiación real ya que con las Leges estableciendo las «tasas de Danegeld», a razón de un chelín por piel. También cubre multas judiciales, estableciendo una multa de 46 marcos como la pena por cometer asesinato. El autor de la obra criticó a los jueces reales, llamándolos codiciosos. Establece procedimientos elaborados para la conducta de casos de asesinato o murdum.
Las Leges también dedicaron algunos esfuerzos a la teoría de la ley e intentaron hacer generalizaciones sobre procedimientos y prácticas legales. También contiene una serie de sentencias que se convirtieron en dicta, declaración de opinión que se considera autoritaria aunque no vinculante, dada la autoridad reconocida de la persona que la pronunció,  tales como «quien sin saberlo ofende modificará a sabiendas» y «el testigo no es necesario en cuanto a lo que no ocurrió, sino en cuanto a lo que un acusado afirma que ocurrió».

## Manuscritos
El trabajo se reduce a dos tradiciones manuscritas si bien ninguna de las cuales contiene muchos manuscritos. Hay seis de ellos que sobrevivieron entre las dos tradiciones: la del manuscrito «Sc» y sus copias y el «grupo de Londres». El grupo «Sc» está compuesto por el propio manuscrito «Sc», que probablemente data de alrededor de 1225, y su copia, «Hg», que fue escrita alrededor de 1250. «Sc» es actualmente parte del «Libro Rojo del Tesoro de la Oficina de Registro Público» . «Hg» está depositado en la British Library y está catalogado como «Hargrave 313». Consiste en los folios n.º 5 a 14a del manuscrito.
Los otros cuatro manuscritos existentes pertenecen a la «tradición de Londres», y también se sabe que otros tres manuscritos perdidos pertenecieron a esta agrupación. Los manuscritos sobrevivientes se conocen con los nombres de «K», «Co», «Or» y «Rs». A los tres manuscritos perdidos se les han asignado los nombres de «Gi», «Sl» y «Tw». «K» es un manuscrito que actualmente está en la British Library, y formó parte de la «Cotton Library» antes de formar parte del Museo Británico y luego de la Biblioteca Británica. El nombre dado en el catálogo es «Cotton Claudius D II» es el único manuscrito con imágenes de Leges y data de aproximadamente 1310. «Co» se encuentra actualmente en el  Corpus Christi College, de Cambridge y fue parte de la «Biblioteca Parker» en el siglo XVI antes de ser legado a Corpus Christi a la muerte de Parker. Este manuscrito data de aproximadamente del año 1320 y está catalogado como «Corpus Christi College 70». El Leges ocupa los folios 108 a 170. El manuscrito «O» fue originalmente parte del Oriel College, de la Oxford Library, pero en la ectualidad es parte de la Biblioteca Bodleian. Data de alrededor de 1330 y está catalogado como «Oriel College 46». El último manuscrito existente es el «Rs», que se encuentra actualmente en la Biblioteca John Rylands en Mánchester. Fue escrito alrededor de 1201 y está catalogado como «Rylands lat.155».
Los tres manuscritos conocidos, ahora perdido,s incluyen «Gi», que era conocido en 1721 y  propiedad del London Guildhall. Fue utilizado por David Wilkins para compilar su obra de 1721 Leges Anglo-Saxonicae, así como por Henry Spelman para corregir los manuscritos utilizados en la Epistola Eleutherii. El manuscrito «Sl» pertenecía a John Selden en el siglo XVII, pero no está claro cuándo fue creado. Fue utilizado por Roger Twysden en su edición de Leges Henrici Primi. El último manuscrito perdido conocido es el manuscrito «Tw», y fue utilizado por Twysden en su edición de Leges, y quizás también fuera propiedad de él.
Posiblemente existían otros dos manuscritos pero se sabe poco sobre ellos. Uno es a menudo designado «Sp», y fue utilizado por Spelman en 1625  para su Glossarium Archaiollogicum, para lo cual usó tres manuscritos de los Leges: el «Sc», «K» y uno que no menciona pero que posteriormente ha sido designado como «Sp». Parece haber pertenecido a la agrupación de Londres, y puede haber sido «Gi» en lugar de un manuscrito por separado, aunque la descripción y el uso de Spelman no está claro en cuanto a qué posibilidad es más probable. El otro manuscrito posible fue uno al que Wilkins se refirió llamar como quod iudetur fuisse Archiepiscopi aut Monachorum Cantuar, pero no se ha encontrado en las búsquedas de la Biblioteca del Palacio de Lambeth o de los diversos repositorios de Canterbury.
Además de los manuscritos medievales hay tres transcripciones modernas tempranas de la obra: una del siglo XVI ahora en la Biblioteca de la Universidad de Cambridge como manuscrito catalogado con la signatura «Dd.VI 38», la segunda en el  Trinity College, Cambridge del siglo XVII, catalogado como «Cambridge O. 10,20», y el último en la Biblioteca Británica como «Harley 785», que también data del siglo XVII.

## Historia de la publicación
La primera edición impresa completa de Leges fue en 1644, como un apéndice de una nueva edición de la Arcaionomia preparada por Abraham Wheelock . El texto real de Leges fue editado por Twysden. Antes de esto, otros dos eruditos, William Lambarde y Spelman, tenían la intención de producir ediciones impresas de Leges, pero no pudieron continuar con el proyecto. Una porción de las Leges había aparecido anteriormente en los Institutes of the Lawes of England  de Edward Coke en 1628. Otra edición apareció en 1721, con la publicación por parte de Wilkins de Leges Anglo-Saxonicae, que se basó en el trabajo de William Somner entre 1645 y 1652. En 1776, David Hoüard reimprimió el texto de las Leges de Wilkins en los Traites sur les coutumes anglo-normandes, y en 1789 apareció otra reproducción del texto de Wilkins en la obra de Paulus Canciani Leges Barbarorum Antiquae.
Lo que se considera la primera discusión académica de las Leges apareció en 1827 por obra de George Philips, que no reprodujo el texto completo en su  Englische Reichsund Rechtsgeschichte, pero proporcionó dos extractos junto con una discusión de las fuentes del trabajo y una descripción del trabajo. En 1840, la Comisión de Grabación publicó una edición del texto que había sido editado por Richard Price y Benjamin Thorpe. La siguiente gran producción de los Leges fue de Felix Liebermann, que produjo tres volúmenes de Gesetze der Angelsachsen entre 1903 y 1916, con Leges siendo uno de los tratados legales que se reproducen en el Gesetze. Una traducción moderna, con el texto latino original en las páginas que enfrenta la traducción, fue publicada en 1972 por Clarendon Press y editada por L.J. Downer, e incluye comentarios actualizados e información manuscrita.

## Legado e influencia
El trabajo es una fuente histórica importante para el estudio de la Edad Media. Una edición fue publicada junto con otros tratados legales del siglo XII en el Die Gesetze der Angelsachsen, y más recientemente ha sido estudiada por el historiador L.J. Downer. El historiador Patrick Wormald dijo de los Leges que ha tenido más efecto en las perspectivas de la ley inglesa anteriores a Enrique II que todas las demás.